# Hugo Lehmann
Pour les articles homonymes, voir Lehmann.
Hugo Lehmann (1871-1941) est un peintre et pastelliste français important du Troisième Reich. L'artiste est à l'origine d'un grand nombre de portraits d'Adolf Hitler, de hauts fonctionnaires du NSDAP et aussi à l'origine d'un grand nombre d'illustrations de propagande par carte postale,.